# Мирча (річка)
Мирча, Мурча — річка в Бородянському районі Київської області, права притока Талі (басейн Дніпра).

## Опис
Довжина річки 12 км, похил річки — 1,4 м/км. Формується з багатьох безіменних струмків. Площа басейну 40 км².

## Розташування
Бере початок на північно-східній околиці села Качали. Тече переважно на північний захід через села Стару Буду та Мирчу. На околиці села Тальське впадає в річку Таль праву притоку Тетерева.
Річку перетинає автомобільна дорога Т 1011.